# یواخیم اشرایش
یواخیم اشرایش (به آلمانی: Joachim Streich)؛ زادهٔ ۱۳ آوریل ۱۹۵۱ – ۱۶ آوریل ۲۰۲۲) بازیکن فوتبال و مهاجم اهل آلمان شرقی بود که از سال ۱۹۶۹ میلادی عضو تیم ملی فوتبال آلمان شرقی بوده‌است. وی در ۱۰۴ بازی ملی حضور داشته و در بازی‌های ملی‌اش ۵۵ گل به ثمر رساند. یواخیم اشرایش آخرین بازی ملی خود را در سال ۱۹۸۴ میلادی انجام داد.